# Alta Califòrnia

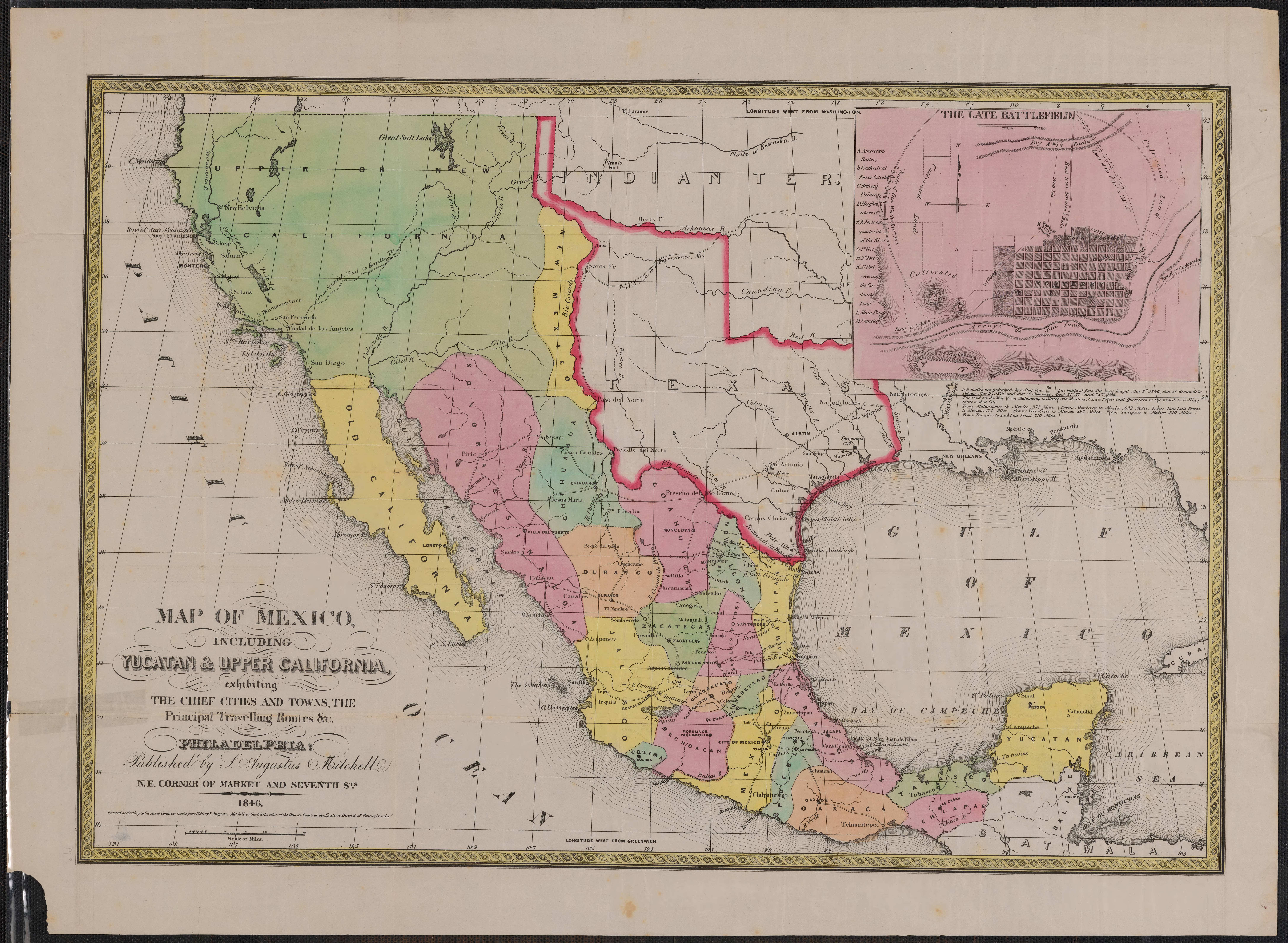
Mapa de la federació mexicana el 1847

L'Alta Califòrnia fou un territori del virregnat de la Nova Espanya creat el 1804, quan la Província de les Califòrnies, sota la Comandància General de les Províncies Internes, es dividí en dos, separant les missions franciscanes del nord de les dominicanes del sud. El territori del sud es convertí en el territori de la Baixa Califòrnia, sovint també conegut com la Vella Califòrnia, mentre que el nord es convertí en el territori de l'Alta Califòrnia, o Nova Califòrnia.
El territori de l'Alta Califòrnia incloïa l'estat actual estatunidenc de Califòrnia i algunes seccions de Nevada. Ja que la frontera oriental no estava ben definida, sovint s'hi incloïen regions dels estats actuals d'Arizona i Nou Mèxic. Amb la independència de Mèxic, el 1821, el territori formà part de l'efímer Primer Imperi Mexicà. Després de la caiguda de l'imperi i la instauració del republicanisme federal, l'Alta Califòrnia fou declarada territori federal de la federació mexicana. No s'hi integrà com a estat, ja que no tenia la població necessària. La seva capital era la ciutat de Monterey.
Després que els Estats Units declararen la guerra a Mèxic el 1845, per les àrees disputades de la República de Texas, que després d'independitzar-se de Mèxic, s'havia annexat als Estats Units, l'exèrcit i l'armada dels Estats Units envaïren el territori i venceren les forces militars mexicanes, que es rendiren amb la signatura del Tractat de Cahuenga el 13 de gener, 1847. Amb la signatura del Tractat de Guadalupe-Hidalgo, amb el qual finalitzà la guerra, els Estats Units s'annexaren l'Alta Califòrnia el 1848.